# Povel Randén
Klas Povel Stig Randén, född 8 december 1945 i Malmö, död 8 mars 2006 i Barkåkra församling i Ängelholms kommun, var en svensk musiker och medlem i Hoola Bandoola Band. Han var främst  pianist, men spelade även trombon, flöjt, akustisk gitarr och sjöng ibland. Efter sin tid som medlem i Hoola Bandoola Band arbetade han som musiklärare på Bråhögskolan, Stanstorpskolan, Anneroskolan, Centralskolan i Staffanstorp, Djupadalskolan samt Lindängenskolan i Malmö. Povel Randén deltog i den återföreningsturné som Hoola Bandoola Band genomförde 1996.
Randén dog 2006 av en hjärntumör. Han hade tre barn.